# 西パキスタン

西パキスタン
مغربى پاکستان (ウルドゥー語)
পশ্চিম পাকিস্তান (ベンガル語)

国の標語: ایمان، اتحاد، نظم（ウルドゥー語）
信頼、統一、規律国歌: قومی ترانہ（ウルドゥー語）
神聖なる大地に祝福あれ

西パキスタンが統治する土地（濃緑）、薄緑は領有を主張するが統治していない土地

議院内閣制自治領（1955年 - 1958年）
大統領制（1960年 - 1969年）
軍事政権（1969年 - 1970年）

西パキスタン（ウルドゥー語: مغربی پاکستان, Mag̱ẖribī Pākistān IPA: [məɣrɪbiː pɑːkɪstɑːn]; ベンガル語: পশ্চিম পাকিস্তান, Pôścim Pakistan）は、1947年のインド・パキスタン分離独立に続く現在のパキスタン建国で作られた二つの飛び地の一つであった。
1947年にイギリスから独立すると、パキスタンは物理的にインドでお互いを東西に分ける二つの居住区に分かれた。パキスタンの西側は、3つの知事州（カイバル・パクトゥンクワ州、西パンジャーブ州、シンド州）と長官が管理する州（バルチスタン州）、数個の独立した藩王国を伴うバルチスタン州連合（有名なところではバハワルプール、チトラル、ディル、フンザ、カイプール、スワット）、カラチ周辺の連邦首都領域、連邦直轄部族地域を含んでいた。新国家の東側（東パキスタン）は、（シレット管区の嘗てのアッサム州とチッタゴン丘陵地帯を含む）東ベンガル州のみで構成された。
東パキスタンが人口の過半数を占めながら憲法制定議会では異常に少数派であったのに対して、西パキスタンは政治的に優勢であった。この東西の不平等と地理的距離は、新憲法の採択を遅らせていると考えられた。両地域の差異を小さくするために政府は1954年11月22日にチャウドリ・ムハンマド・アリ首相が発表した「一つの連邦」政策の下で二つの別個の州に国家を再編成することを決めた。
1970年、ヤヒヤ・カーン大統領兼将軍は領域改革や憲法改革、軍事改革を実行した。この改革で州議会や国会、現在のパキスタンの4つの州を創設した。1970年7月1日、単にパキスタンとして建国しながら「一つの連邦」を解消し「西」を削除する1970年の法的枠組み令に基づき西パキスタンは委譲され「パキスタン」と改名した。この命令は1955年に建国された地理的立場を保持する東パキスタンに影響はなかった。しかし翌年のバングラデシュ独立戦争でバングラデシュという新国家として東パキスタンが離脱することに繋がった。

## 政治史

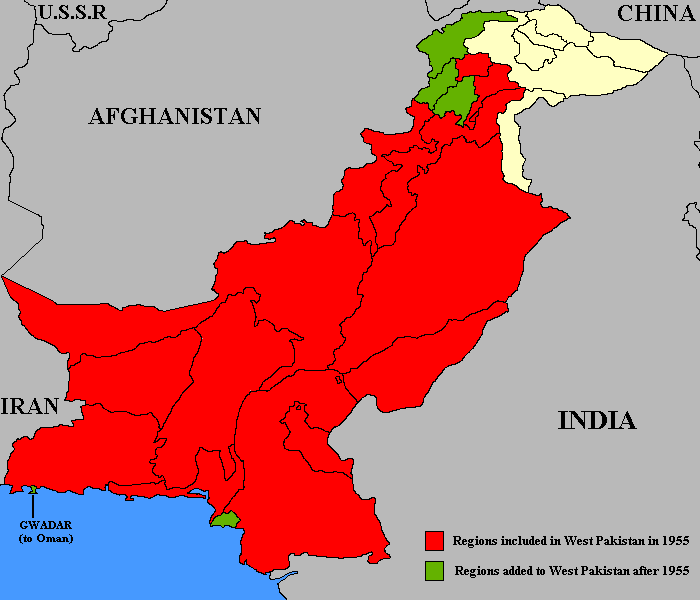
西パキスタンの地理

### イギリス統治後の独立
1947年の建国にあたってパキスタンの建国の父は、境界線委員会会議に参加した。シリル・ラドクリフに率いられて、委員会はパキスタンとインドの協定や分割、将来の政治機構を交渉する任務に当たった。
パキスタンは1,600キロメートル (1,000マイル)に亘るインドで分断された二つの別個の州から成り立った。西側の州は、3つの知事州（カイバル・パクトゥンクワ州、西パンジャーブ州、シンド州）と長官が管理する州1州（バルチスタン州）、バルチスタン州連合、数個の独立した藩王国（有名なところではバハワルプール、チトラル、ディル、フンザ、カイプール、スワット）、（カラチ周辺の）連邦首都領域、連邦直轄部族地域を含んでいた。新国家の東側（東パキスタン）は、（シレット管区の嘗てのアッサム州とチッタゴン丘陵地帯を含む）東ベンガル州のみを構成した。
西パキスタンには民族間の摩擦や知識不足、永続的な国境を定めるに当たっての不確実性などの分割に関する問題があった。東パキスタンやバロチスタン、西北辺境州には殆ど困難な問題はなかったが、パキスタン側の南パンジャーブでは安定させなければならない重要な問題に直面していた。嘗ての東パンジャーブ州はインド政府により統合され、数百万のパンジャーブのムスリムは、逃げだし、逆にシク教徒やヒンドゥー教徒に置き換わった。地域の暴力は、インド亜大陸中に拡大した。パキスタンの建国の父の関心を必要とする経済復興活動は、更に問題を増大させた。
この分割は大規模な共有者としてのインドと共に天然資源や産業、経済インフラ、人事、軍隊も分割した。インドは人口でパキスタンの3500万人（9％）に対して3億4500万人（91％）を保持した。国土はインドに78％、パキスタンに22％分割された。軍隊はインドに64％、パキスタンに36％の割合で分割された。（武器兵站や基地のような）殆どの軍事資産はインドにあり、パキスタンの施設は、殆ど時代遅れで、保持する弾薬は、僅か一週間ほどの危険なまでに低いものであった。1個師団が東パキスタンで召集された一方で4個師団が西パキスタンで召集された。

### 議会制民主主義
建国時からパキスタンには政治の連邦型議会制民主主義体制という方向性があった。西パキスタンに残った建国の父と共にリアカット・アリー・カーンがパキスタン総督ムハンマド・アリー・ジンナーと共に初代首相に任命された。西パキスタンは西パキスタンのパキスタン運動の指導的人物の多数派と共にパキスタン全土を超えた独占的負託を提唱した。1949年、西洋化された連邦型議会制共和国を目指す憲法制定議会は国家目標決議とパキスタン憲法付帯文書を可決した。議会改革の作業は、後に1950年に憲法制定議会により制度化された。
パキスタンの西側は、新国家の政治で優位を占めていた。東パキスタンは人口の半数を超えていたが、憲法制定議会での議席は、異常に少数であった。この双方の不平等と地理的距離は、新憲法の採択を遅らせていると考えられた。両地域の差異を小さくするために政府は国家を二つの異なる州に再編成することに決めた。
1954年11月22日にチャウドリ・ムハンマド・アリー首相が発表した一つの連邦政策に基づいて西パキスタンの4つの州と領域が東の単独州を反映する一つの連邦に集約された。西パキスタンは西パキスタンの県や州、部族領域を合同することで建国された。県には12の区画があり、県都はカラチに作られた。後に首都はラホールに移り、最終的に1965年にイスラマバードに作られた。東ベンガル州はダッカに州都を置く東パキスタンに改名した。
東パキスタンと西パキスタンの衝突は、全土を更に不安定にしながら間もなく勃発した。双方には異なる政治思想と異なる言語文化があった。西パキスタンはイスラム教を国教としながら議会制民主主義を主要な基本原理として建国された（1947年から議会制共和国制度であった）。翻って東パキスタンは世俗国家が宣言された1954年の選挙以来社会主義国であった。東パキスタンがソビエト連邦や東側諸国に共感していた一方で、西パキスタンはアメリカ合衆国やNATOに与していた。1956年憲法はイスラム教を国教としウルドゥー語や英語、ベンガル語を公用語としながら議会制度を法的に有効なものとした。1956年憲法はパキスタンの最高裁判所同様にパキスタンの国会も創設した。
ラホールの民族間の暴力行為や宗教間の暴力行為は1953年に始まり、全土に拡大した。首相モハンマド・アリー・ボグラは暴力行為を抑制するためにラホールに戒厳令を宣言した。この地域間の暴力行為は間もなくインドに広まり、地域紛争は西パキスタンとインドを戦争すれすれのところまで追い込んだ。パキスタンの首相とインドの首相は、ラホールで緊急会談を行った。

### 軍事独裁
1947年から1959年にかけて政府は不十分だが安定していた。7人の首相や4人のパキスタン総督、1人の大統領が憲法に基づく政変やクーデターにより強制的に排除された。一つの連邦計画は厳しい反対や民衆の不満、政治的混乱にぶつかった。来る選挙でのムスリム連盟やパキスタン社会党への支援は、技術家政治を脅威にさらした。ムスリム連盟と社会党は、1954年の選挙で連盟が敗れると勢いを得て、社会党はイスカンダル・ミルザ大統領の共和党の有権者に異議申し立てをしていた。アメリカ合衆国が両州の民主主義は失敗に向かっていると見極める中で、アメリカ合衆国との関係は、悪化した。
アメリカ合衆国が支援する軍事クーデターがパキスタン陸軍司令部により1958年に開始された。ウルドゥー語話者とベンガル人は強制的に西パキスタンの問題から排除された。当時の陸軍最高司令官アユーブ・ハーン将軍が率いる戒厳令下で、連邦議会はダッカに移された一方で、首都は1959年にカラチからラーワルピンディーの陸軍戦闘総司令部（GHQ）に移された。1963年、ラーワルピンディーは首都としてはお役御免になり、新都市が計画され建設され、最終的に1965年に完成した。1965年、最終的に首都はイスラマバードに移された。

### 1970年の解消
逆の立場からは州は経済発展の恩恵を受けていなかったが、一つの連邦計画は中央政府を強化した。西パキスタンでは4州も州に課されるために不正行為の原因となる一つの連邦の廃止を求めて苦労してもがいていた。
州の強力な委員会は、文民の反抗や街中での暴力行為、戒厳令に対するスローガンの掲揚、警察のような政府機関への攻撃といった手法で中央政府に圧力をかけた。数週間に亘り4州は共に働きヤヒャ政権が設けた際のあらゆる未解決の問題を解決するための「一つの連邦解消委員会」を指導した。最終的に委員会の案は、西パキスタンの「一つの連邦」が解消し全権力がバルチスタン州やカイバル・パクトゥンクワ州、パンジャーブ州、シンド州に移管された1970年7月1日に発効した。ヤヒャ・カーン大統領兼将軍は1970年7月1日に単に「西」を削除し「パキスタン」という語を加えただけの大統領令を発した。
1970年12月に行われた総選挙でムジブル・ラフマンを擁する極左のアワミ連盟が議会で絶対的な勝利を収め、162議席の内2議席を除く全議席が東パキスタンに割り振られた。アワミ連盟は東パキスタンへの更なる自治を主張したが、軍事政権はムジブル・ラフマンに政権擁立を認めなかった。
東パキスタンは1971年12月16日にバングラデシュとして独立した。西パキスタンという用語は、不要となった。

## 政府
西パキスタンは多くの政治的な変更を経験し、多様な政党制度があった。西パキスタンの政治制度は、排他的な右翼団体に対する大衆的な影響力のある左翼集団から成り立っていた。

### 議会制共和国
独立以降西パキスタンは公式の事務所に政府の長としての首相と元首としての大統領がいる議会制共和国であった（今日においてさえ議会制度はパキスタンの公式の政治制度である）。
1956年憲法は半大統領制の国と定め、同年大統領府が開設された。経験のある中央上級官吏で（退役）少将のイスカンデル・ミルザが初代大統領になったが、ミルザが1958年に戒厳令を発令すると、3年以上務めることはできなかった。ミルザは首席戒厳令管理官として陸軍最高司令官アユーブ・カーン将軍を任命したが、後に大統領を見限り、軍事政権が発足するとイギリスに亡命した。
パキスタンの最高裁判所はパキスタンの国会の役割を軽視しながら主要な役割を演じる国政の黒幕である司法の権威であった。最高裁判所は1965年にイスラマバードに移され、アルヴィン・ロベルト・コルネリウス裁判長は調停官や職員、注目を浴びる事件の全てをイスラマバードに移行させた。最高裁判所の建物は、イスラマバードで最も魅力的な場所の一つであり、首都で最も美しい建物である。
この暫定議会には西パキスタン情勢の永続的な効果はなかったが、議員が政治に関係のない事柄を討論しに集まる儀礼的な議会であった。1965年、議会はアユーブ・カーンが巨大な議事堂を建設するとイスラマバードに移動した。議会はパキスタンの国会と改名し、高級行政官のみで構成された。

### 知事と首席大臣
西パキスタンの知事の職は、主として儀礼的なものであったが、後に知事は同様に一部の行政権を行使した。初代の知事はムシュタク・アフメド・グルマニで西パンジャーブ州の最後の知事でもあった。アユーブ・カーンは知事職を廃止し、代わりに西パキスタン戒厳令管理官を創設した。
西パキスタンの首席大臣職は、国の最高行政官であり、州議会の最大政党の指導者であった。初代首席大臣は独立前にカイバル・パクトゥンクワ州の首席大臣を二度務めたアブドゥル・ジャバル・カーンであった。首席大臣職はアユーブ・カーンが西パキスタンの政権を奪取した1958年に廃止された。

#### 西パキスタンの知事
| 在職期間                     | 西パキスタンの知事                         | 政党         | 政治形態            |
| ---------------------------- | ------------------------------------------ | ------------ | ------------------- |
| 1955年10月14日–1957年8月27日 | ムシュタク・アフメド・グルマニ             | ムスリム連盟 | 民主政体            |
| 1957年9月–1960年4月12日      | アフタル・フサイン                         | 無所属       | 軍事政権            |
| 1960年4月12日–1966年9月18日  | ナワブ・マリク・アミル・モハンマド・カーン | ムスリム連盟 | 軍事政権 / 文民統制 |
| 1966年9月18日–1969年3月20日  | ムハンマド・ムサ（退役）将軍               | 無所属       | 文民統制            |
| 1969年3月20日–1969年3月25日  | ユスフ・ハルーン                           | 民政         | 文民統制            |
| 在職期間                     | 戒厳令管理官                               | 政治形態     | 事実上の任務        |
| 1969年3月25日–1969年8月29日  | アティクル・ラフマン中将（第1期）          | 軍事政権     | パキスタン陸軍      |
| 1969年8月29日–1969年9月1日   | ティカ・カーン中将                         | 軍事政権     | パキスタン陸軍      |
| 1969年9月1日–1970年2月1日    | ヌル・カーン空軍将軍                       | 軍事政権     | 空軍                |
| 1970年2月1日–1970年7月1日    | アティクル・ラフマン中将（第2期）          | 軍事政権     | パキスタン陸軍      |
| 1970年7月1日                 | 西パキスタン解消                           |              |                     |

#### 西パキスタンの首席大臣
| 在職期間                     | 西パキスタンの首席大臣                   | 政党                           |
| ---------------------------- | ---------------------------------------- | ------------------------------ |
| 1955年10月14日–1957年7月16日 | カーン・アブドゥル・ジャバル・カーン     | パキスタンムスリム連盟／共和党 |
| 1957年7月16日–1958年3月18日  | アブドゥル・ラシッド・カーン             | 共和党                         |
| 1958年3月18日–1958年10月7日  | ムザファル・アリー・カーン・キジルバシュ | 共和党                         |
| 1958年10月7日                | 首席大臣職廃止                           |                                |

### 地方政府
西パキスタンの12の地域は、バハーワルプル、デラ・イスマイール・カーン、ハイデラバード、カラット、カイプール、ラホール、マラカンド、ムルターン、ペシャーワル、クエッタ、ラワルピンディ、サルゴーダーであり、マラカンド首都がサイドゥであるのを除けば全て首都から名付けられ、ラワルピンディはイスラマバードの管理を受けていた。ここも1958年に購入してからグワーダルの前者のオマーンの飛び地を、1961年に前者の連邦首都領域（カラチ）を編入し、後者は権利に基づき新しい地方を形成した。
1970年、戒厳本部は西パキスタンを廃止したヤヒャ・カーン将軍により解消された。1970年7月1日、バロチスタン州やパンジャーブ州、シンド州、カイバル・パクトゥンクワ州の地方議会や首相官邸、民間機関の多くがヤヒャ・カーンの署名した大統領令により復活し再建された。4つの州と4つの行政部門が現状を維持し、地方政府が1970年に地方に与えられた地方自治を管理し施行するために1970年に合憲的に設置された。

## 内政

### 東パキスタンに対する立場
インドとの西パキスタンの紛争では、東パキスタンの軍事政権は、沈黙を保ち、東インドに圧力をかけるために軍を送らなかった。西パキスタンは東パキスタンがいかなる行動も取らないことを非難し、行動しないことは東パキスタン政府に対する西パキスタンの憤りを引き起こした。事実インド空軍東部空軍司令部は東パキスタンの空軍を攻撃した。しかし東パキスタンは兵力の少ない第14歩兵師団と16機の戦闘機だけで防衛し、戦車や海軍は東パキスタンになかった。

### 崩壊の日々
一つの連邦政策は歳出を減らし保守的な偏見を除去することになる理性的な行政改革と看做された。西パキスタンはうわべは均質な区画を形成したが、実際は著しい言語上の差異や民族差異から成立っていた。4つの州は、単一国家の公式の定義に全く合致していなかった。
シンド州のシンド人とウルドゥー語話者は、一つの連邦政策に反旗を翻した。暴動はバローチスターン州やカイバル・パクトゥンクワ州、パンジャーブ州に拡大した。一つの連邦政策は西パキスタンでは失敗で、復活は起こりそうもなく見えた。しかし1958年の軍事クーデターと共に首席大臣が廃止され大統領が西パキスタンの行政権を掌握するとシンド州にとっての混乱がぼんやりとその姿を現した。

### 社会主義の影響
アメリカ合衆国や資本主義国との西パキスタンの密接な関係が原因で、社会主義の影響は西パキスタン人の間に深く根を張っていた。人々は社会主義に好意を示したが、共産主義と決して連合しなかった。パキスタン社会党は嘗て独立運動以前の反パキスタン条項により支持を失った。しかしアユーブ・カーン政権時代に人々の生活を改善する主導権を握ったとはいえ、貧しい大衆は、パキスタンの中流階級やジェントリが享受した利益や改革を享受しなかった。
第二次印パ戦争後、政府に対する文化革命や憤り、反感が「カシミール主義」がアユーブ・カーン大統領により裏切られたと人々が感じると高まり始めた。ズルフィカール・アリー・ブットー外務大臣が解任され復讐することを公約すると問題は更に増大した。四散した民主社会主義大衆とマルクス主義大衆を集め連合すると、ブットーは1967年にパキスタン人民党を結党した。社会主義者はアメリカ合衆国と同盟する大統領に対する反感の波を利用した。良い未来に投票する人々を教育しながら社会主義者は西パキスタンの貧しい都市部に溶け込み、民主主義の重要性を広く全土に知らしめた。ブットーの指導の下で社会主義者はカーンの権威に挑戦するストライキと市民的不服従を行う上で極めて重要な役割を演じた。上級の社会主義指導部を（ブットーやムバシル・ハッサン、マリク・ミラゲが有名）逮捕すると軍事政権は猛烈に反応した。これで西パキスタンで身の毛もよだつ暴力行為が引き起こされ、それによりカーンに対して耐えられない圧力が増大した。カーンはラワルピンディの円卓会議を呼び掛けたが、ブットーに率いられた社会主義者は、アユーブが任に留まることを受け入れることを拒否し、東パキスタンの政治家ムジブル・ラフマンが提出した地方自治ための6点運動を拒絶した。
1969年、カーンは2年以内の選挙実施を約束する参謀総長ヤヒャ・カーン将軍に権力を移譲した。その間にブットーはブットーの指導の下十分な力を蓄えて参加し西パキスタンの政治で極めて重要な担い手となる左翼組織を集め連合することに活躍した。

## 外交

### アフガニスタン
アフガニスタンと西パキスタンの長い国境は不安定であった。これはこの地域に住む独立したパシュトゥン族によるものである。加えて実際の国境線は確定していない。1893年のデュアランド・ラインは両国の国境を定めるのに西パキスタンにより用いられたが、アフガニスタンはその国境を決して承認していない。
1955年、外交関係はパキスタン大使館略奪事件で深刻な状況であった。1961年、パキスタン軍はパキスタンのバジャウル地域でのアフガニスタンの侵攻を鎮圧した。

### インド
西パキスタンには主に1947年の独立の余波とカシミールの問題によるインドとの非友好的な関係があった。
1947年、陸軍と空軍は、カシミールを併合する企図があったが、インド陸軍に押し返された。作戦は部分的には成功をおさめたが、後に北パキスタンを統合するカシミールの40％を占領した。
1965年、ジブラルタル作戦は国の内外で長期のマイナスの影響を与えていた。ズルフィカール・アリー・ブットー外務大臣と国防大臣アフザル・ラフマン・カーン海軍中将は、陸軍（SSG）と空軍（特別勤務群）の空挺団を使ってインド側カシミールに潜入させる秘密作戦を承認するようアユーブ・カーン大統領に依頼した。地上攻撃がパキスタン陸軍により始まる一方で、1965年8月の夜間に空挺団がインド側カシミールに降下した。空挺団はどうにかインドが支配するカシミールの多くを占領し、そこはシュリーナガルから僅か10キロメートル (6 mi)の地点であったが、ここはそれまでにパキスタン軍が最も肉薄できた地点であった。1965年9月、インドは反撃を開始し、空挺団は今日のアザド・カシミールに押し返された。作戦は無残にも失敗し、インド軍は完全装備で西パキスタンを攻撃した。ソビエト連邦は（戦争拡大を恐れて）1965年9月に紛争に介入し、1か月に及ぶ戦争は、永続的な領土変更がなく終わった。パキスタンとインドは、1966年1月にタシケント宣言に署名したが、停戦はインドとパキスタン双方で批判され、互いに対する公然とした憤りが増大した。西パキスタンではアユーブ・カーンがブットーを外務大臣から解任し、カーン中将は失敗の責任をブットーに押し付けた。余波としてブットーは反アユーブ・カーン運動に加わり、大衆不服従の騒乱を開始した。デモと自発的な示威行動は、パキスタン周辺で起こり、アユーブ・カーンは統治できなくなった。1967年、別の戒厳令が自らを首席戒厳令管理官に任命した別の陸軍最高司令官ヤヒャ・カーン将軍により施行された。

### 中華人民共和国
西パキスタンは北の狭い国境を共有する中華人民共和国と良好な関係があった。
1950年、パキスタンは台湾の中華民国との正式な外交関係を終了し中華人民共和国を承認した最初の国の一つになった。その後両国は極めて密接で協力的な関係を維持した。中華人民共和国は冷戦期にパキスタンに経済、軍事、技術分野の援助を行い、両国は互いを密接な戦略的アライアンスとみなした。

### ソビエト連邦
パキスタンとソビエト連邦の関係は、こよなく緊張させる冷たさとは違っていた。これは冷戦期のことで、パキスタンのアメリカ合衆国との密接な関係は、ソビエト連邦との関係の必要経費となった。
ソビエト連邦とパキスタンの関係は、ソビエト連邦がアメリカ合衆国の偵察機を撃墜したU-2撃墜事件で更に損なわれ、アユーブ・ハーン陸軍最高司令官はソビエト連邦に対する偵察と密かな探査計画のためにバダベルパキスタン空軍基地を離陸する許可をアメリカ合衆国に与えていた。
ソビエト連邦は第三次印パ戦争ではインドを支援した。ソビエト連邦は当時インドに対する最大の軍事援助国であった。

### アメリカ合衆国
アメリカ合衆国は独立に際してパキスタンとの関係を構築した最初の国の一つであった。
パキスタンは冷戦期にソビエト連邦に対してアメリカ合衆国と同盟を結んだ。パキスタンは東南アジア条約機構（SEATO）や中央条約機構（CENTO）の不可欠な加盟国であり、共にソビエト連邦や共産主義に反対していた。
パキスタンが西洋と同盟すると決めた主要な要因は、援助を受ける切迫した必要性であった。その後、アメリカ合衆国はパキスタンに大規模な経済・科学・軍事援助を行った。
この密接な関係は、パキスタンの民主主義や軍事支配の時代を通じて続いた。関係は結局は左翼のパキスタン人民党が1971年に政権について西パキスタンがパキスタンに解消すると悪化した。

## 参照